# Australopithecus sediba
Australopithecus sediba – gatunek hominida żyjącego na przełomie pliocenu i plejstocenu w południowej Afryce. Mierząc około 130 cm wzrostu, osiągał rozmiary typowe dla innych australopiteków, jednak wiele cech łączy ten gatunek z rodzajem Homo. Przez niektórych naukowców uznawany jest za ostatniego wspólnego przodka tego rodzaju lub jego bliskiego krewnego.

## Budowa

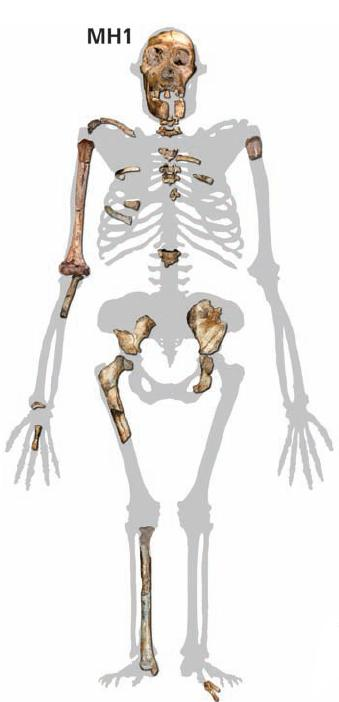
Okaz MH1 – holotyp A. sediba

Ogólną budową Australopithecus sediba przypominał inne australopiteki – poruszał się na tylnych kończynach, osiągał niewielkie rozmiary, miał stosunkowo długie ręce z dużymi powierzchniami stawowymi, a jego kończyny były prymitywnie zbudowane. Stojąc, A. sediba osiągał około 130 cm wzrostu, co jest rozmiarem typowym dla innych australopiteków. Cechy czaszki upodabniają go w szczególności do A. africanus. Od tego gatunku A. sediba odróżnia jednak m.in. budowa szkieletu pozaczaszkowego. W jego kości miednicznej występowało wiele cech zaawansowanych obecnych u przedstawicieli rodzaju Homo, lecz niewystępujących u innych australopiteków. Objętość czaszki MH1 wynosi prawdopodobnie około 420 cm3, a jego mózg był w co najmniej 95% tak duży, jak mózg w pełni dorosłego osobnika. Budowa płata czołowego jest podobna jak u innych australopiteków, jednak można dostrzec w niej zapowiedzi reorganizacji nerwowej, która miała miejsce podczas ewolucji Australopithecus i Homo, takie jak przesunięcie opuszki węchowej ku tyłowi. Widoczna jest również asymetria między prawą i lewą półkulą, co wskazuje na ich specjalizację, typową dla Homo.

## Pozycja filogenetyczna
Berger i współpracownicy spekulują, że A. sediba powstał z A. africanus w wyniku kladogenezy około 3–2,4 mln lat temu. Ze względu na liczne cechy zaawansowane łączące A. sediba z wczesnymi przedstawicielami rodzaju Homo, autorzy sugerują, że może on być przodkiem tego rodzaju lub jego bliskim krewnym. Stwierdzają jednak, że nie można precyzyjnie ustalić pozycji filogenetycznej A. sediba. Według analizy przeprowadzonej przez Thackeraya istnieje stosunkowo duże prawdopodobieństwo, że okaz MH1 jest konspecyficzny (należy do tego samego gatunku) z A. africanus lub Homo habilis. Wspierają to szczególnie cechy budowy czaszki. Niektórzy naukowcy uważają, że A. sediba powinien zostać włączony do rodzaju Homo, jednak inni nie zgadzają się z taką interpretacją, gdyż wymagałoby to przedefiniowania tego rodzaju. Berger i współpracownicy uznali, że ze względu na niektóre cechy czaszki, takie jak jej stosunkowo niewielka objętość, lepiej umieścić A. sediba w rodzaju Australopithecus, a nie Homo. Prawdopodobnie gatunek ten był podobny do ostatniego wspólnego przodka rodzaju Homo. Jeśli pierwsi przedstawiciele tego rodzaju wyewoluowali w Afryce wschodniej, a nie południowej, jego przodkami mogą być A. afarensis lub A. garhi – A. sediba byłby wówczas boczną linią ewolucyjną.

## Historia odkryć

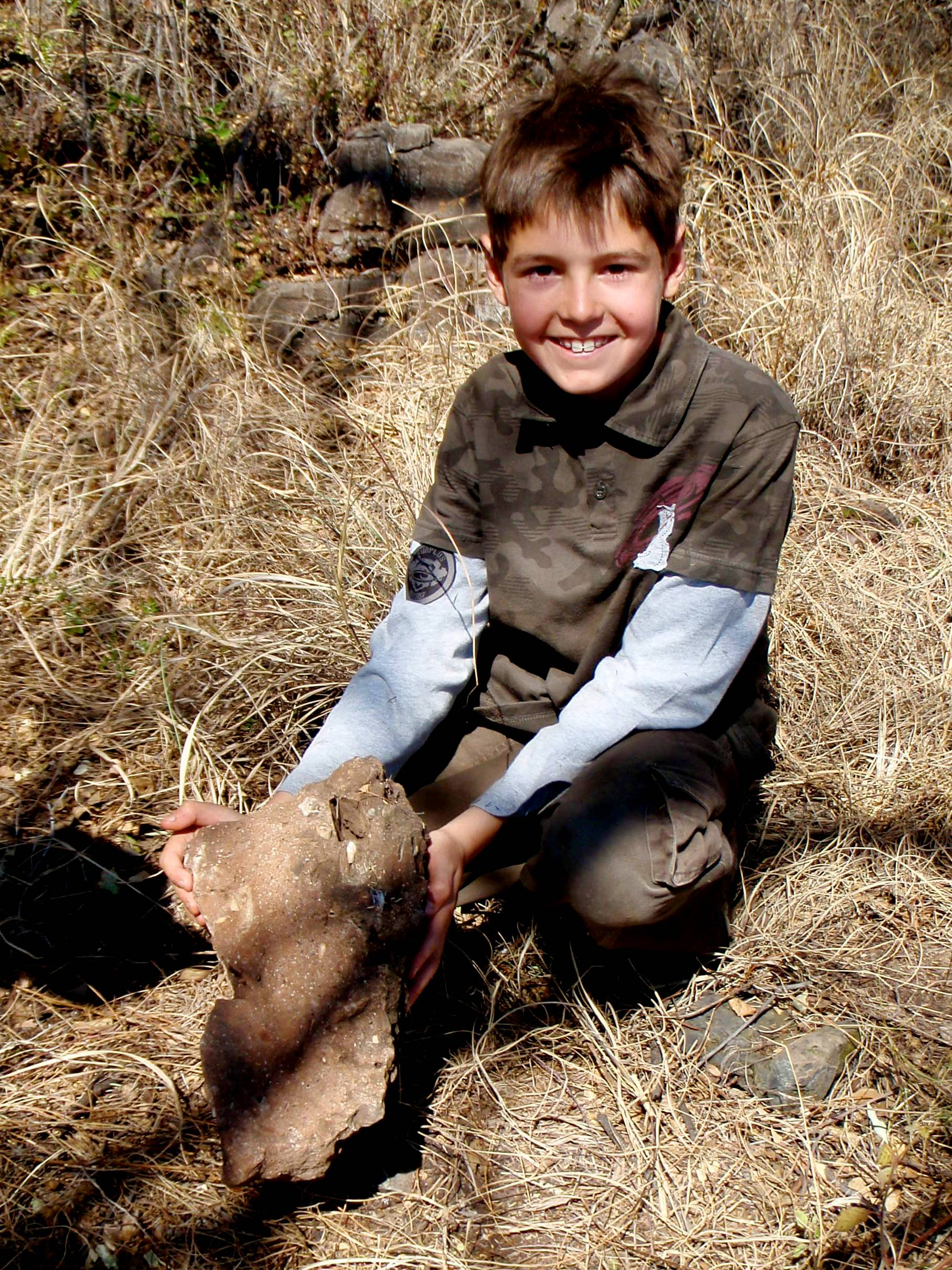
Matthew Berger z odkrytym obojczykiem A. sediba

Australopithecus sediba został opisany w 2010 roku przez Lee Bergera i współpracowników na podstawie niekompletnego szkieletu młodocianego (MH1), choć prawdopodobnie bliskiego osiągnięcia pełnej dorosłości osobnika, obejmującego fragmentaryczną czaszkę, żuchwę i szkielet pozaczaszkowy. Pierwszą odnalezioną skamieniałością był prawy obojczyk, odkryty 15 sierpnia 2008 roku przez Matthew Bergera, dziewięcioletniego syna Lee Bergera. Matthew został początkowo uwzględniony jako jeden z autorów publikacji, jednak pomysł ten odrzucili recenzenci „Science”. Szczątki drugiego, dorosłego osobnika, obejmujące pojedynczy ząb szczękowy, fragment żuchwy oraz niekompletny szkielet pozaczaszkowy, desygnowano na paratyp. Holotyp i paratyp są przechowywane w University of the Witwatersrand. Wiek tych skamieniałości początkowo oceniono na interwał między 1,95–1,78 mln lat, co odpowiada wczesnemu plejstocenowi. Odnaleziono je w jaskini Malapa w prowincji Gauteng w Republice Południowej Afryki, około 15 km na północny wschód od Sterkfontein, Swartkrans i Kromdraai. Później za pomocą analiz uranowo-ołowiowych połączonych z analizami paleomagnetycznymi i stratygraficznymi wiek warstwy osadów z kośćmi A. sediba  z jaskini określono na 1,977 mln lat, co oznaczałoby, że A. sediba jest starszy niż najstarsze niekwestionowane szczątki przedstawicieli rodzaju Homo.
Nazwa gatunkowa sediba pochodzi z języka sotho, w którym oznacza „fontanna” lub „źródło”.

## Paleobiologia
Podobnie jak wiele innych części jego szkieletu, również dłonie i stopy A. sediba wykazywały mozaikę cech prymitywnych, typowych dla australopiteków, oraz zaawansowanych, występujących u Homo. Z wyjątkiem długiego kciuka, palce jego dłoni uległy skróceniu – cechy te sugerują, że dłonie A. sediba były przystosowane do większej niż u australopiteków precyzji, przy jednoczesnym zachowaniu siły potrzebnej do wspinania się na drzewa. Możliwe, że A. sediba produkował narzędzia kamienne. Miednica i kostka miały zaawansowaną budowę, jednak pięta i piszczel były zbudowane bardziej prymitywnie, co sugeruje, że A. sediba mógł wykazywać unikatowe połączenie dwunożności i pewnego stopnia nadrzewności.
Badania fitolitów wyekstrahowanych z zębów A. sediba oraz analizy izotopowe jego uzębienia sugerują, że przedstawiciele tego gatunku żywili się niemal wyłącznie roślinami okrytozalążkowymi, zarówno dwu-, jak i jednoliściennymi – ich liśćmi, owocami, drewnem lub korą. Dowodzi to, że dieta A. sediba różniła się od diety innych wczesnych homininów, a najbardziej zbliżona jest do pożywienia Ardipithecus ramidus i sawannowych szympansów.